# Yusuke Naora
Yusuke Naora (直良 有祐, Naora Yūsuke, 9 de janeiro de 1971) é um diretor de arte japonês de jogos eletrônicos que por anos trabalhou para a Square e Square Enix, tendo servido como diretor de arte de diversos títulos da série Final Fantasy.

## Trabalhos
| Ano  | Título                                          | Plataforma(s)                                  | Crédito                                    |
| ---- | ----------------------------------------------- | ---------------------------------------------- | ------------------------------------------ |
| 1993 | V-V                                             | Super Nintendo Entertainment System            | Diretor de arte                            |
| 1994 | Final Fantasy VI                                | Super Nintendo Entertainment System            | Projetista gráfico de campo                |
| 1995 | Chrono Trigger                                  | Super Nintendo Entertainment System            | Projetista gráfico de campo                |
| 1996 | Treasure Conflix                                | PlayStation                                    | Projetista visual                          |
| 1997 | Final Fantasy VII                               | PlayStation, Microsoft Windows                 | Diretor de arte                            |
| 1999 | Final Fantasy VIII                              | PlayStation, Microsoft Windows                 | Diretor de arte                            |
| 2000 | Vagrant Story                                   | PlayStation                                    | Projetista de acessórios                   |
| 2000 | The Bouncer                                     | PlayStation 2                                  | Supervisor de arte                         |
| 2001 | Final Fantasy X                                 | PlayStation 2                                  | Diretor de arte                            |
| 2002 | Unlimited Saga                                  | PlayStation 2                                  | Diretor de arte                            |
| 2003 | Front Mission 4                                 | PlayStation 2                                  | Desenhista de personagem                   |
| 2004 | Before Crisis: Final Fantasy VII                | Celulares                                      | Diretor de arte                            |
| 2005 | Romancing SaGa: Minstrel Song                   | PlayStation 2                                  | Diretor de arte                            |
| 2005 | Final Fantasy VII: Advent Children              | Filme                                          | Diretor de arte                            |
| 2005 | Code Age Commanders: Tsugu Mono Tsuga Reru Mono | PlayStation 2                                  | Diretor de arte                            |
| 2005 | Code Age Brawls                                 | Celulares                                      | Produtor, diretor de arte, roteirista      |
| 2005 | Front Mission 5: Scars of the War               | PlayStation 2                                  | Desenhista de personagem                   |
| 2006 | Dirge of Cerberus: Final Fantasy VII            | PlayStation 2                                  | Supervisor de arte                         |
| 2007 | Crisis Core: Final Fantasy VII                  | PlayStation Portable                           | Supervisor de arte                         |
| 2008 | Song Summoner: The Unsung Heroes                | Celulares                                      | Desenhista de personagem                   |
| 2008 | The Last Remnant                                | Microsoft Windows, Xbox 360                    | Produtor de arte, desenhista de personagem |
| 2010 | Lufia: Curse of the Sinistrals                  | Nintendo DS                                    | Desenhista de personagem                   |
| 2010 | Chaos Rings                                     | Celulares                                      | Desenhista de personagem                   |
| 2011 | Chaos Rings Omega                               | Celulares                                      | Desenhista de personagem                   |
| 2011 | Chaos Rings II                                  | Celulares                                      | Desenhista de personagem                   |
| 2011 | Final Fantasy Type-0                            | PlayStation Portable                           | Diretor de arte                            |
| 2013 | Final Fantasy X/X-2 HD Remaster                 | PlayStation 3, PlayStation 4, PlayStation Vita | Supervisor                                 |
| 2015 | Final Fantasy Type-0 HD                         | PlayStation 4, Xbox One, Microsoft Windows     | Diretor de arte                            |
| 2016 | Final Fantasy XV                                | PlayStation 4, Xbox One, Microsoft Windows     | Diretor de arte                            |